# Stenus nanus
Stenus nanus – gatunek chrząszcza z rodziny kusakowatych i podrodziny myśliczków (Steninae).
Gatunek ten został opisany w 1833 roku przez Jamesa Francisa Stephensa.
Chrząszcz o dość krępym, pozbawionym wyraźnego połysku i białego owłosienia ciele długości od 2 do 2,5 mm. Głowę cechuje czoło delikatnie wypukłe między bocznymi wgłębieniami, pozbawione listewki. Przedplecze jest u niego nie dłuższe niż szersze, pozbawione głębokich wklęśnięć w tylnej części. Początkowe tergity odwłoka pozbawione są krótkich, podłużnych listewek pośrodku części nasadowych. Obrys odwłoka jest ku tyłowi klinowato zwężony. Samce mają zatokowato wcięty tylny brzeg szóstego sternitu odwłoka, zaś u samic wcięcia brak. Odnóża mają barwę brunatną, czasem z zaczernionymi udami. Krótkie tylne stopy są niewiele dłuższe niż połowa goleni.
Owad palearktyczny, rozprzestrzeniony w prawie całej Europie, Algierii, Tunezji, Gruzji, Turkmenistanie, Uzbekistanie, Mongolii i Syberii. Zasiedla wilgotne łąki i pola oraz pobrzeża wód, zarówno na nizinach jak i w górach. Przebywa pod kamieniami i szczątkami roślinnymi.